# Heidi Neururer
Heidi Neururer (ur. 5 stycznia 1979 w Innsbrucku) – austriacka snowboardzistka, dwukrotna medalistka mistrzostw świata.

## Kariera
Po raz pierwszy na arenie międzynarodowej pojawiła się 16 grudnia 2000 roku w Bad Gastein, gdzie w zawodach Pucharu Europy zajęła 18. miejsce w slalomie równoległym (PSL). Nigdy nie wystąpiła na mistrzostwach świata juniorów.
W zawodach Pucharu Świata zadebiutowała 18 listopada 2001 roku w Tignes, zajmując 13. miejsce w gigancie równoległym (PGS). Tym samym już w swoim debiucie wywalczyła pierwsze pucharowe punkty. Pierwszy raz na podium zawodów tego cyklu stanęła 2 grudnia 2001 roku w Ischgl, kończąc rywalizację w tej konkurencji na trzeciej pozycji. W zawodach tych rozdzieliła Francuzkę Karine Ruby i Stefanie von Siebenthal ze Szwajcarii. Łącznie 22 razy stawała na podium zawodów PŚ, odnosząc przy tym cztery zwycięstwa: 9 lutego 2007 roku w Szukołowie, 20 stycznia 2008 roku w La Molina i 21 grudnia 2008 roku w Arosie była najlepsza w slalomie równoległym, a 8 grudnia 2007 roku w Limone Piemonte zwyciężyła w gigancie równoległym. Najlepsze wyniki osiągnęła w sezonie 2006/2007, kiedy to zajęła drugie miejsce w klasyfikacji generalnej i w klasyfikacji PAR. Ponadto w sezonie 2007/2008 była trzecia w klasyfikacji generalnej i ponownie druga w klasyfikacji PAR.
Największy sukces w karierze osiągnęła w 2007 roku, kiedy na mistrzostwach świata w Arosie wywalczyła złoty medal w PSL. Wyprzedziła tam dwie rodaczki: Marion Kreiner i Doresię Krings. Zdobyła też srebrny medal w tej samej konkurencji na mistrzostwach świata w Whistler, rozdzielając Szwajcarkę Danielę Meuli i Doresię Krings. Ponadto była też czwarta w slalomie równoległym na mistrzostwach świata w Gangwon i rozgrywanych dwa lata później mistrzostwach świata w La Molinie, przegrywając walkę o podium odpowiednio z Rosjanką Jekatieriną Tudiegieszewą i Claudią Riegler. Nie startowała na igrzyskach olimpijskich.
W 2013 roku zakończyła karierę.

## Osiągnięcia

### Mistrzostwa świata
| Miejsce | Dzień       | Rok  | Miejscowość | Konkurencja       | Zwyciężczyni              |
| ------- | ----------- | ---- | ----------- | ----------------- | ------------------------- |
| 15.     | 13 stycznia | 2003 | Kreischberg | Gigant równoległy | Ursula Bruhin             |
| 19.     | 15 stycznia | 2003 | Kreischberg | Slalom równoległy | Isabelle Blanc            |
| 2.      | 19 stycznia | 2005 | Whistler    | Slalom równoległy | Daniela Meuli             |
| 27.     | 16 stycznia | 2007 | Arosa       | Gigant równoległy | Jekatierina Tudiegieszewa |
| 1.      | 17 stycznia | 2007 | Arosa       | Slalom równoległy | –                         |
| DSQ     | 20 stycznia | 2009 | Gangwon     | Gigant równoległy | Marion Kreiner            |
| 4.      | 21 stycznia | 2009 | Gangwon     | Slalom równoległy | Fränzi Mägert-Kohli       |
| 4.      | 21 stycznia | 2011 | La Molina   | Slalom równoległy | Hilde-Katrine Engeli      |

### Puchar Świata

#### Miejsca w klasyfikacji generalnej
- sezon 2001/2002: 18.
- sezon 2002/2003: 11.
- sezon 2003/2004: 8.
- sezon 2004/2005: –
- sezon 2005/2006: 40.
- sezon 2006/2007: 2.
- sezon 2007/2008: 3.
- sezon 2008/2009: 15.
- sezon 2009/2010: 13.
  - PAR[2]
- sezon 2010/2011: 10.
- sezon 2011/2012: 35.
- sezon 2012/2013: 43.

#### Miejsca na podium
1. Ischgl – 2 grudnia 2001 (gigant równoległy) – 3. miejsce
2. Whistler – 18 grudnia 2002 (slalom równoległy) – 3. miejsce
3. Stoneham – 20 grudnia 2002 (gigant równoległy) – 3. miejsce
4. Arosa – 14 marca 2003 (gigant równoległy) – 3. miejsce
5. Maribor – 1 lutego 2005 (gigant równoległy) – 3. miejsce
6. Sierra Nevada – 12 marca 2005 (slalom równoległy) – 2. miejsce
7. Landgraaf – 13 października 2006 (slalom równoległy) – 3. miejsce
8. Bad Gastein – 20 grudnia 2006 (slalom równoległy) – 3. miejsce
9. Bad Gastein – 21 grudnia 2006 (slalom równoległy) – 2. miejsce
10. Nendaz – 28 stycznia 2007 (slalom równoległy) – 2. miejsce
11. Bardonecchia – 2 lutego 2007 (gigant równoległy) – 2. miejsce
12. Szukołowo – 9 lutego 2007 (slalom równoległy) – 1. miejsce
13. Landgraaf – 12 października 2007 (slalom równoległy) – 2. miejsce
14. Sölden – 21 października 2007 (gigant równoległy) – 2. miejsce
15. Limone Piemonte – 8 grudnia 2007 (gigant równoległy) – 1. miejsce
16. Nendaz – 16 grudnia 2007 (slalom równoległy) – 2. miejsce
17. La Molina – 20 stycznia 2008 (slalom równoległy) – 1. miejsce
18. Lake Placid – 3 marca 2008 (gigant równoległy) – 3. miejsce
19. Landgraaf – 10 października 2008 (slalom równoległy) – 2. miejsce
20. Arosa – 21 grudnia 2008 (slalom równoległy) – 1. miejsce
21. Kreischberg – 7 stycznia 2009 (slalom równoległy) – 3. miejsce
22. Moskwa – 6 marca 2010 (slalom równoległy) – 2. miejsce

- W sumie 4 zwycięstwa, 9 drugich i 9 trzecich miejsc.